# In famiglia e con gli amici
In famiglia e con gli amici (Thirtysomething) è una serie televisiva statunitense in 85 episodi trasmessi per la prima volta nel corso di 4 stagioni dal 1987 al 1991. In Italia è conosciuta anche con il titolo thirtysomething.

## Trama
La serie è incentrata sulle vicende di un gruppo di baby boomer di Filadelfia tutti appartenenti alla fascia di età dai trenta ai quarant'anni. Essi sono legati dal loro coinvolgimento giovanile con il movimento pacifista e la controcultura degli anni sessanta, un passato che è in netto contrasto con i loro attuali stili di vita da classe media. Anche se è impostata come un dramma corale, la serie tende a ruotare intorno alla coppia di coniugi Michael Steadman (Ken Olin) e Hope Murdoch (Mel Harris), che fanno da punto focale per il gruppo.

## Episodi
| Stagione         | Episodi | Prima TV USA | Prima TV Italia |
| ---------------- | ------- | ------------ | --------------- |
| Prima stagione   | 21      | 1987-1988    | 1994            |
| Seconda stagione | 17      | 1988-1989    |                 |
| Terza stagione   | 24      | 1989-1990    |                 |
| Quarta stagione  | 23      | 1990-1991    |                 |

## Personaggi e interpreti

### Personaggi principali
- Michael Steadman (85 episodi, 1987-1991), interpretato da Ken Olin.
- Hope Murdoch Steadman (85 episodi, 1987-1991), interpretato da Mel Harris.
- Elliot Weston (85 episodi, 1987-1991), interpretato da Timothy Busfield.
- Ellyn Warren (85 episodi, 1987-1991), interpretata da Polly Draper.
- Gary Shepherd (85 episodi, 1987-1991), interpretato da Peter Horton.
- Melissa Steadman (85 episodi, 1987-1991), interpretato da Melanie Mayron.
- Nancy Krieger Weston (85 episodi, 1987-1991), interpretata da Patricia Wettig.
- Janey (66 episodi, 1987-1991), interpretata da Brittany Craven.
- Janey (66 episodi, 1987-1991), interpretata da Lacey Craven.
- Ethan Weston (41 episodi, 1987-1991), interpretato da Luke Rossi.
- Brittany Weston (30 episodi, 1987-1990), interpretata da Jordana 'Bink' Shapiro.
- Miles Drentell (22 episodi, 1989-1991), interpretato da David Clennon.

### Personaggi secondari
- Susannah Hart (15 episodi, 1989-1991), interpretata da Patricia Kalember.
- Angel Wasserman (12 episodi, 1989-1991), interpretata da Andra Millian.
- Mark Harriton (11 episodi, 1989-1991), interpretato da Richard Cummings Jr..
- Steve Woodman (7 episodi, 1987-1989), interpretato da Terry Kinney.
- Jeffrey Milgrom (7 episodi, 1989-1990), interpretato da Richard Gilliland.
- Billy Sidel (7 episodi, 1990-1991), interpretato da Erich Anderson.
- Brittany Weston (7 episodi, 1990-1991), interpretata da Lyndsay Riddell.
- Lee Owens (6 episodi, 1989-1991), interpretato da Corey Parker.
- Dottor Silverman (6 episodi, 1989-1991), interpretato da Patricia Heaton.
- Rosie (6 episodi, 1989), interpretata da Lynne Thigpen.
- Eleanor Krieger (5 episodi, 1989-1991), interpretata da Elizabeth Hoffman.
- Janine (5 episodi, 1987-1988), interpretata da Faith Ford.
- John Dunaway (5 episodi, 1989-1990), interpretato da J. D. Souther.
- Hollis Amato (5 episodi, 1989-1990), interpretata da Holly Fulger.
- Carla (5 episodi, 1988-1990), interpretata da Courtney Gebhart.
- Russell Weller (4 episodi, 1989-1990), interpretato da David Marshall Grant.
- Peter Montefiore (4 episodi, 1989-1991), interpretato da Peter Frechette.
- Ricky Bianca (4 episodi, 1989-1990), interpretata da Tyra Ferrell.
- Catherine (4 episodi, 1990), interpretata da Robin Morse.
- Amy (3 episodi, 1987-1988), interpretata da Amy Benedict.
- Elaine Steadman (3 episodi, 1989-1990), interpretata da Phyllis Newman.
- Matt Enwright (3 episodi, 1989), interpretato da Timothy Carhart.
- Val Shilladay (3 episodi, 1987-1989), interpretata da Rosalind Cash.
- Ethan Weston (3 episodi, 1987-1988), interpretato da Jason Nagler.
- Brittany Weston (3 episodi, 1987-1988), interpretata da Rachel Nagler.
- Valerie Milgrom (3 episodi, 1989-1990), interpretata da Felicity LaFortune.
- Shelly (3 episodi, 1987-1988), interpretata da Maura Soden.
- Ad Person (3 episodi, 1990-1991), interpretato da Dave Edison.
- Wendy (3 episodi, 1990-1991), interpretata da Wendy Rhodes.

## Produzione
La serie, ideata da Marshall Herskovitz (che compare in un episodio nel ruolo di un consulente matrimoniale) e Edward Zwick, fu prodotta da Bedford Falls Productions e Metro-Goldwyn-Mayer e girata negli studios della Metro-Goldwyn-Mayer a Culver City e a South Pasadena in California. Le musiche furono composte da Snuffy Walden e Stewart Levin.

### Registi
Tra i registi della serie sono accreditati:
- Scott Winant in 9 episodi (1988-1991)
- Ron Lagomarsino in 7 episodi (1988-1990)
- Peter Horton in 6 episodi (1988-1990)
- Ken Olin in 6 episodi (1989-1991)
- Marshall Herskovitz in 5 episodi (1987-1989)
- Joseph Dougherty in 5 episodi (1989-1991)
- Richard Kramer in 4 episodi (1989-1991)
- Ellen S. Pressman in 4 episodi (1990-1991)
- Edward Zwick in 3 episodi (1987-1990)
- Claudia Weill in 3 episodi (1987-1989)
- Dan Lerner in 3 episodi (1988-1989)
- Timothy Busfield in 3 episodi (1990-1991)
- Tom Moore in 2 episodi (1987-1989)
- John Pasquin in 2 episodi (1987)
- Rob Cohen in 2 episodi (1988-1990)
- Peter O'Fallon in 2 episodi (1989-1990)
- Gary Sinise in 2 episodi (1989)
- Victor Du Bois in 2 episodi (1990)
- Melanie Mayron in 2 episodi (1990)

### Sceneggiatori
Tra gli sceneggiatori della serie sono accreditati:
- Richard Kramer in 15 episodi (1987-1991)
- Joseph Dougherty in 15 episodi (1988-1991)
- Ann Lewis Hamilton in 15 episodi (1988-1991)
- Marshall Herskovitz in 9 episodi (1987-1991)
- Susan Shilliday in 9 episodi (1988-1990)
- Winnie Holzman in 9 episodi (1990-1991)
- Edward Zwick in 8 episodi (1987-1991)
- Liberty Godshall in 6 episodi (1987-1991)
- Paul Haggis in 3 episodi (1987-1988)
- Jill Gordon in 3 episodi (1989-1991)
- Jerry Stahl in 2 episodi (1988-1989)

## Distribuzione
La serie fu trasmessa negli Stati Uniti dal 29 settembre 1987 al 28 maggio 1991 sulla rete televisiva ABC. In Italia è stata trasmessa dal 24 luglio 1994 su RaiDue con il titolo In famiglia e con gli amici, poi con il titolo thirtysomething dal 1999 al 2003 su Jimmy
Alcune delle uscite internazionali sono state:
- negli Stati Uniti il 29 settembre 1987 (thirtysomething)
- in Francia il 15 gennaio 1989 (Génération pub)
- in Svezia il 22 gennaio 1989 (Livet runt trettio)
- in Germania il 27 ottobre 1991 (Die besten Jahre)
- nei Paesi Bassi (Dertigers)
- in Finlandia (Kolkyt ja risat)
- in Spagna (Treintaytantos)
- in Italia (In famiglia e con gli amici)